# لي تشاتفيلد

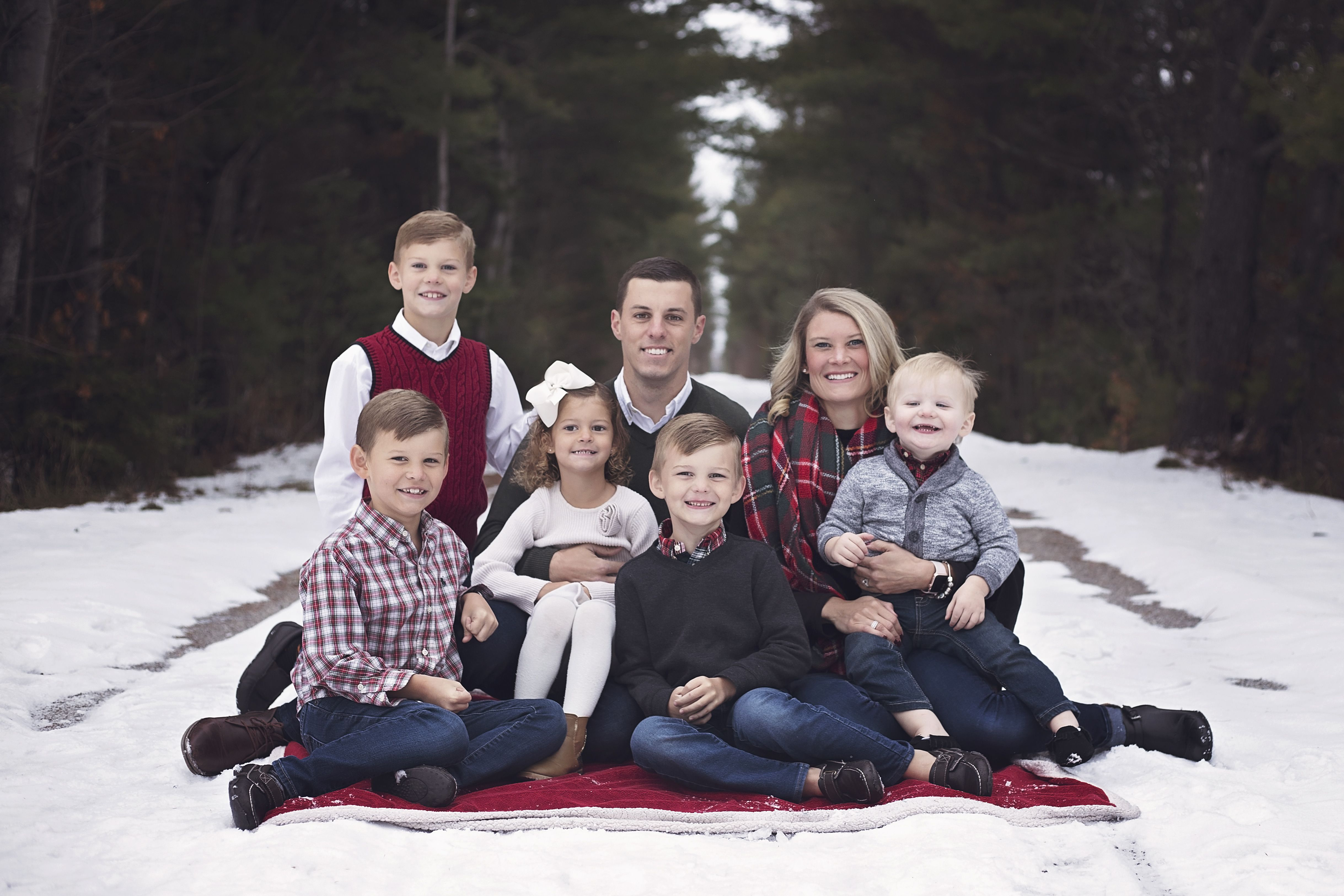
صورة عائلية ، 2018

لي روبرسون تشاتفيلد (بالإنجليزية: Lee Chatfield)‏ (من مواليد 25 مايو 1988) هو سياسي أمريكي يعمل حاليًا كرئيس لمجلس النواب في ميشيغان . تشاتفيلد، وهو جمهوري من ليفرينج، هو ممثل الدولة عن دائرة مجلس النواب رقم 107. وهو حاليًا في ولايته الثالثة ويمثل سكان مقاطعات شيبويجان وشيبوا وإيميت وماكيناك.

## الحياة الشخصية

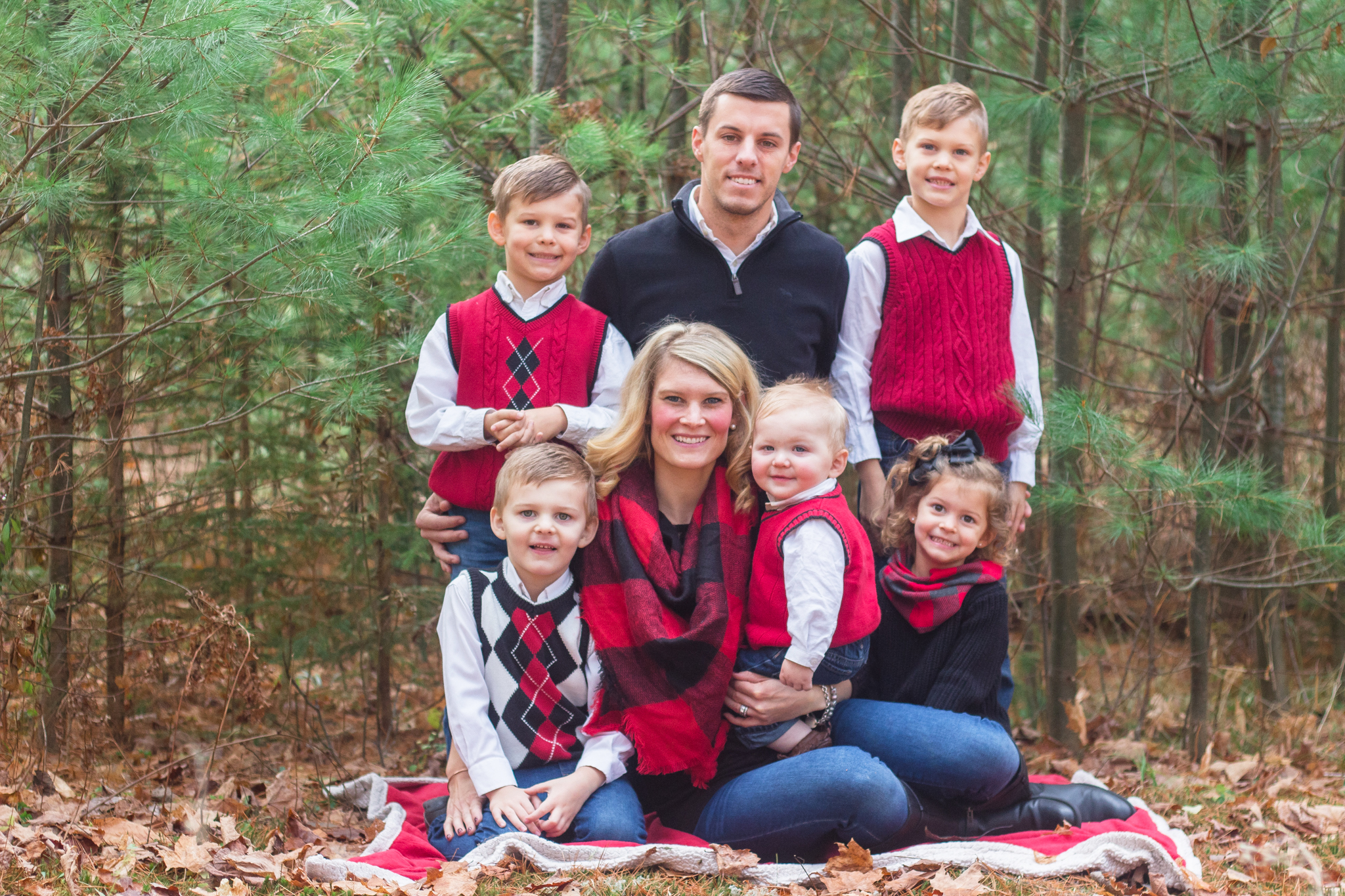
صورة عائلية ، 2017

تزوج لي من حبيبته في المدرسة الثانوية، ستيفاني (زوندرفان)، ولهما أربعة أبناء وابنة واحدة.
كان والد لي، روستي تشاتفيلد، وزيراً في بيلستون وبيرت ليك لأكثر من 30 عامًا، وتخرج لي من مدرسة ثانوية في ميشيغان الشمالية. لعبت الرياضة أيضًا دورًا كبيرًا في حياته، كلاعب ومدرب.

## التعليم
أثناء حصوله على درجة البكالوريوس في جامعة نورثلاند الدولية، تم تعيينه ضمن أول فريق أديداس أولميريكان لكرة القدم وما يزال يواصل استخدام تجربته الجامعية كلاعب للتأثير على الجيل القادم من خلال التدريب والتوجيه. بعد التخرج من نورثلاند، حصل تشاتفيلد على درجة الماجستير في السياسة العامة من جامعة ليبرتي.

## الحياة المهنية

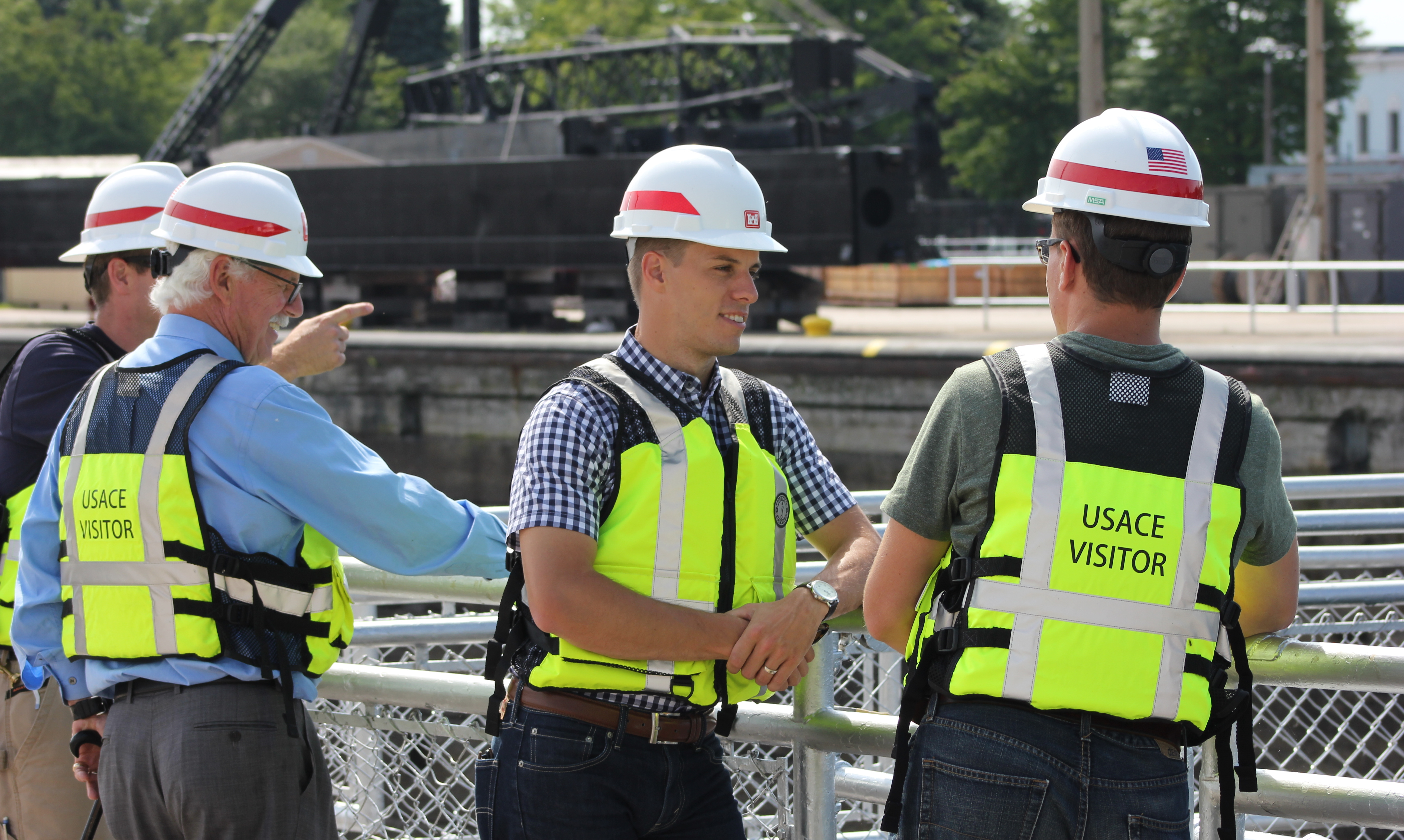
تشاتفيلد يستضيف مشرعي الولاية في جولة في سو لوكس

حاليا يقضي تشاتفيلد، عامه الخامس في مجلس النواب في ميشيغان ويمثل سكان مقاطعات شيبوغن و تشيبيوا و إيميت وجزيرة ماكيناك.
قبل انتخابه لعضوية مجلس النواب في ميشيغان في عام 2014، عمل لي كمدرس في مدرسة ثانوية بدوام كامل ومدرب ومدير رياضي في جامعة ألما ميتشيغان.
كان تشاتفيلد سابقًا أصغر رؤساء House Pro Tempore في تاريخ ميتشيغان، وهو حاليًا أصغر رؤساء مجلس النواب في البلاد.
أعيد انتخاب تشاتفيلد في المجلس التشريعي للولاية في عام 2016 بحصوله على 67 بالمائة من الأصوات.
في عام 2018 ، تم إعادة انتخابه لولاية ثالثة بأكثر من 58 في المئة من الأصوات.

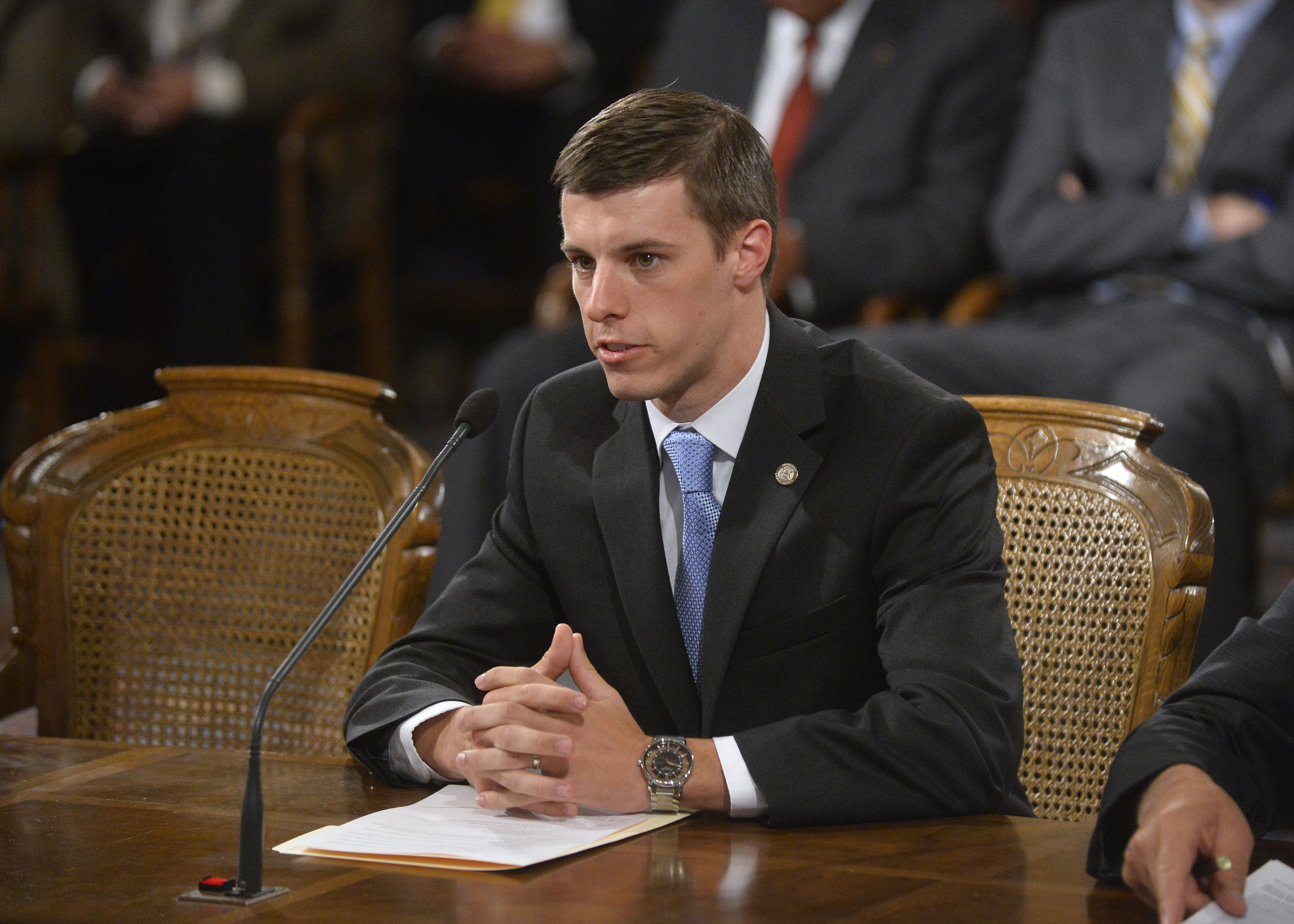
النائب لي شاتفيلد يشهد على التشريع في ميتشيجان الكابيتول

## أنتهاكه تصريح حمل الأسلحة النارية
في 15 تموز (يوليو) 2018 ، حاول تشاتفيلد إحضار مسدس مذخر وغير مسجل على متن رحلة تجارية في مطار بيلستون الإقليمي. تم تغريمه 250 دولارًا لعدم تسجيله مسدسه، الذي كان قد اشتراه في ديسمبر 2015. كما دفع غرامة قدرها 1960 دولارًا لإدارة أمن النقل . قدم تشاتفيلد في السابق مشروع قانون في مجلس النواب في ميشيغان لجعل تسجيل المسدس تطوعيًا.

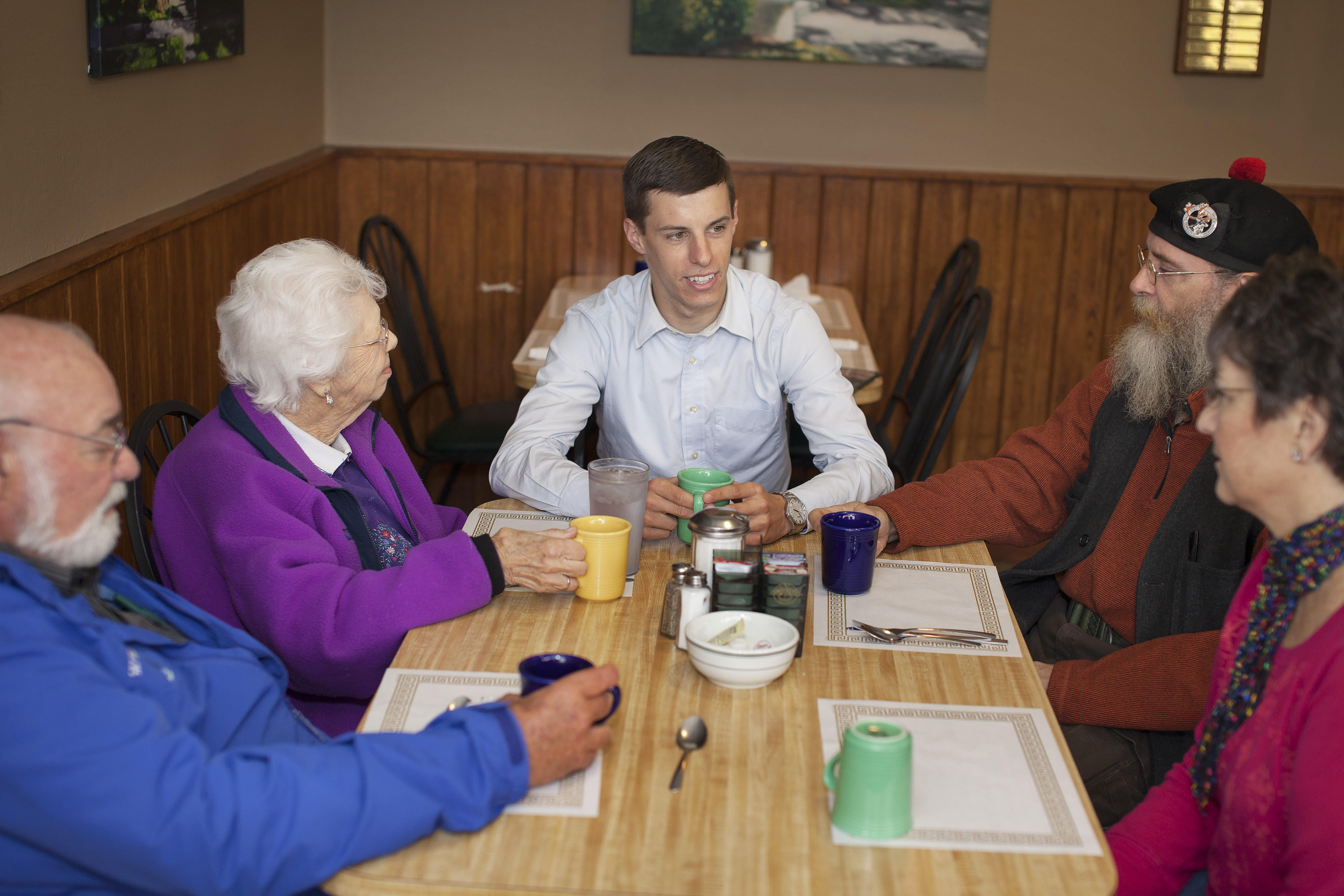
يلتقي لي تشاتفيلد بالمقيمين خلال ساعات العمل الشهرية

## روابط خارجية
- الموقع الرسمي (Michigan House Republicans)
- Early Literacy, Teacher Evaluations Bills Clear State House (Michigan Radio)
- State Rep. Chatfield Co-sponsors Bill to Address Dark Store Issue (UPMatters.org)
- Bill Proposes Regulations for Textile Donation Bins (Lansing State Journal)
- Rep. Chatfield Climbs the 'Mighty Mac' (Sault Ste. Marie Evening News)
- Chatfield bill Would Shift Existing Revenues to Roads (Petoskey News)
- Chatfield Maple Syrup Bill Could Boost Industry (UpNorthLIve.com)
- Michigan's Growing Maple Syrup Industry Remains Largely Untapped (Channel4News)
- Gov. Rick Snyder Christens Shepler's 'Miss Margy' Ferry (MLive)
- "Jig is Up on Tax Credits" (Detroit Free Press)
- Michigan House Tries To Ward Off Budget-Busting MEGA Extension (MLive)
- Cut River Bridge Renamed in Honor of Fallen Navy SEAL (Petoskey News)
- First of series of Meetings Held Regarding O'Neal Lake Dam Fix (Petoskey News)
- Cheboygan Resident Proposes I-75 Loop in Indian River (Cheboygan Daily Tribune)
- Twelve Bill Package for Road Fixes Introduced in House (Detroit Free Press)
- What You Need to Know Before Voting on Proposal One (UpNorthLive.com)
- Proposal 1 Opponents Rally at Michigan Capitol (MLive)
- The Great Bake Sale Debate Nears an End (MLive)

| ميشيغان مجلس النواب | ميشيغان مجلس النواب                            | ميشيغان مجلس النواب |
| ------------------- | ---------------------------------------------- | ------------------- |
| سبقه توم ليونارد    | رئيس مؤيد مؤقت لمجلس النواب ميشيغان 2017-2019  | تبعه جيسون وينتورث  |
| المكاتب السياسية    |                                                |                     |
| سبقه توم ليونارد    | رئيس مجلس النواب ميشيغان 2019 إلى الوقت الحاضر | ما يزال يشغله       |